# Uli Scherer

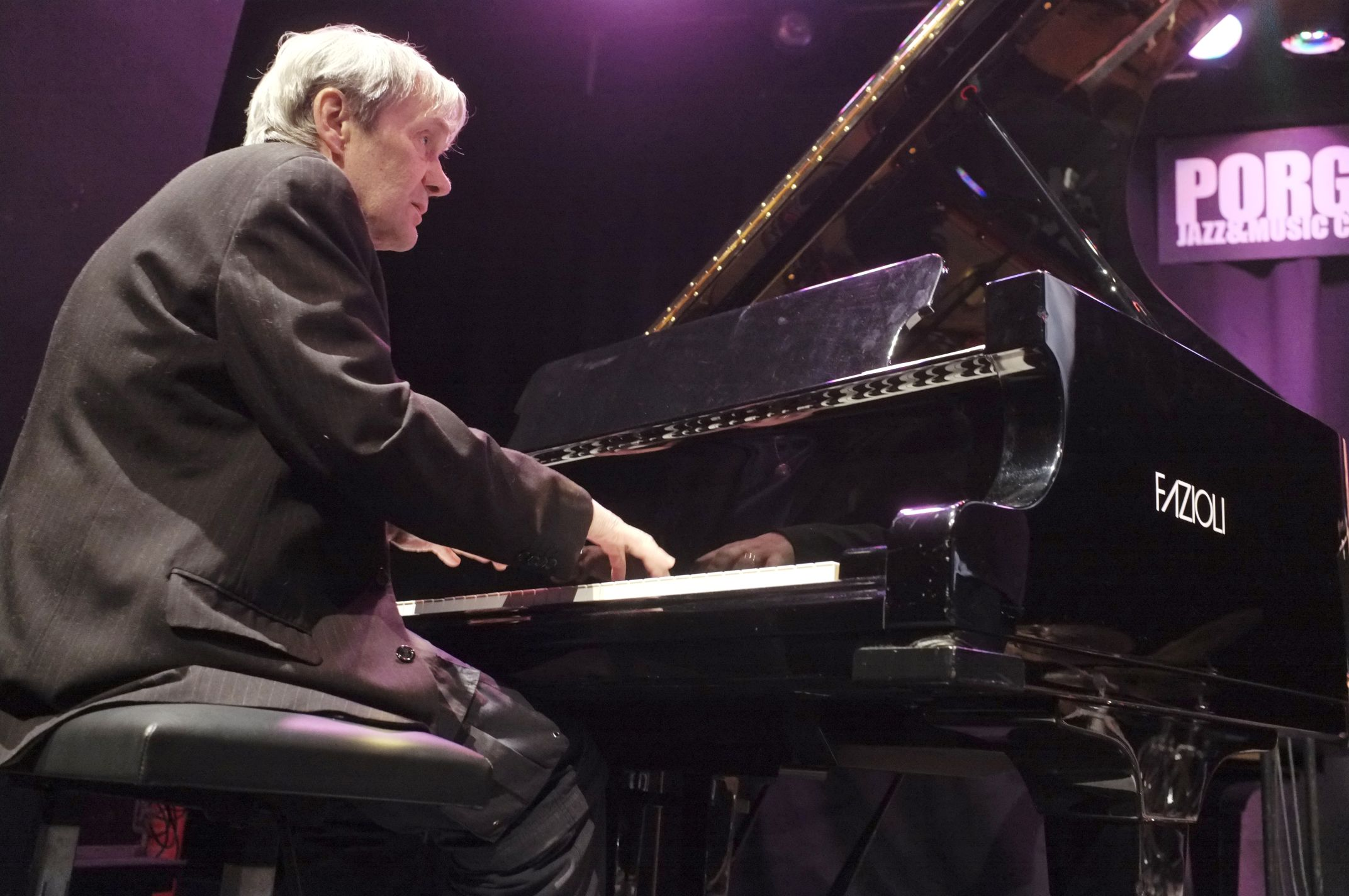
Uli Scherer im Jazzclub Porgy & Bess, 2013

Uli Scherer (* 26. März 1953 in Villach; † 28. November 2018) war ein österreichischer Pianist und Komponist des Avantgarde-Jazz.
Scherer studierte Klavier an der Hochschule für Musik und darstellende Kunst Wien. Er war Gründungsmitglied des Vienna Art Orchestra, dem er von 1977 bis 1997 angehörte und mit dem er zahlreiche Alben einspielte. Daneben hat er langjährig mit Wolfgang Puschnig zusammengearbeitet, vor allem in den Formationen AM4 und SamulNori & Red Sun sowie Projekte mit Klaus Dickbauer verwirklicht. Die genannten Ensembles und Projekte haben großteils auch Kompositionen von ihm aufgeführt. Er schrieb auch Werke für das Ensemble Kontrapunkte und den Arnold Schönberg Chor. In den letzten Jahren lag der Schwerpunkt seiner kompositorischen Arbeit auf dem Gebiet der Theatermusik; er schrieb sowohl für österreichische als auch für Schweizer Bühnen. Vor allem seine warme und eigenständige Stilistik ließ ihn zu einem herausragenden Musiker innerhalb der österreichischen Jazzszene werden. Weiterhin arbeitete er mit Albert Mangelsdorff, Eberhard Weber, Günter Baby Sommer, Kenny Wheeler, Matthieu Michel, Lauren Newton und NDR Bigband sowie genreübergreifend mit Ernst Jandl und mit Wolfram Berger zusammen.  Er wurde am evangelischen Teil des Wiener Zentralfriedhof bestattet.
Von 1986 bis 1990 lehrte er an der Jazzschule St. Gallen in der Schweiz, seit 1995 hatte er Lehraufträge an der Universität für Musik und darstellende Kunst Wien für Jazzklavier. Er ist auf mehr als 50 Alben zu hören.

## Preise und Auszeichnungen
Scherer wurde 1988 mit den anderen Mitwirkenden des Jandl-Projektes mit dem Deutschen Kleinkunstpreis ausgezeichnet. 1990 erhielt er den Kulturpreis Kanton Aargau und 1996 den Kulturpreis der Stadt Villach.

## Diskografische Hinweise
- Mehr als 20 Alben mit dem Vienna Art Orchestra
- Alben mit Part of Art, SamulNori, Timeless
- 1989 – ... and she answered – Trio AM4 mit Wolfgang Puschnig und Linda Sharrock
- 1994 – Okipik – Duo mit Mattheu Michel
- 1996 – The sadness of Yuki – Duo mit Mattheu Michel
- 1996 – Makara – Quartet mit Mathieu Michel, Thierry Lang, Daniel Perrin
- 1999 – Traces – Duo mit Wolfgang Puschnig
- 2006 – Voices from the Inside Passage – Trio mit Wolfgang Puschnig und Jamaaladeen Tacuma